# 次氯酸甲酯
次氯酸甲酯是最简单的次氯酸酯，化学式为CH3OCl。它有一个同分异构体氯甲醇（ClCH2OH），这个化合物不稳定，会迅速脱氯化氢，生成甲醇。而次氯酸甲酯也较为不稳定，毒性很大，可爆炸性地分解，并生成有毒的甲醛和氯化氢气体。次氯酸甲酯是由Traugott Sandmeyer于1880年代首次合成的。

## 结构
次氯酸甲酯在构型上类似于甲醇，其氢被氯取代：
| 化學鍵                                |          |           |        |           |
| 键                                    | 键的种类 | 电子结构  | 键长   | 离子成分  |
| C-H                                   | σ        | 2sp2-1s   | 107 pm | 3% C- H+  |
| C-O                                   | σ        | 2sp3-2sp3 | 150 pm | 19% C+ O- |
| O-Cl                                  | σ        | 2sp2-3sp3 | 172 pm | 2% O- Cl+ |
| 统计学电荷 （各原子所带电荷，计算值） |          |           |        |           |
| O                                     | -0,21    |           |        |           |
| C                                     | -0,10    |           |        |           |
| Cl                                    | +0,02    |           |        |           |
| H (C-H)                               | +0,03    |           |        |           |

## 制备
次氯酸（HOCl）和甲醇（CH3OH）反应，生成不稳定的次氯酸甲酯：
{\displaystyle \mathrm {CH_{3}OH+HOCl{\xrightarrow {}}CH_{3}OCl+H_{2}O} }

## 化学性质
次氯酸甲酯具有亲电的Cl+和亲核的CH3O-。

### 分解反应
次氯酸甲酯不稳定，很快分解为甲醛和氯化氢：
{\displaystyle \mathrm {CH_{3}OCl{\xrightarrow {}}HCHO+HCl} }

### 取代反应
次氯酸甲酯可以和碱反应。如和氢氧化钠反应，生成甲醇钠和次氯酸。和其它醇钠反应，生成甲醇钠和对应的烷基次氯酸酯。
{\displaystyle \mathrm {CH_{3}OCl+NaOH{\xrightarrow {}}CH_{3}ONa+HOCl} }
{\displaystyle \mathrm {CH_{3}OCl+RONa{\xrightarrow {}}CH_{3}ONa+ROCl} }
和炔钠、氰化钠、硫氢化钠、硫醇钠、卤化钠反应，生成甲醇钠和相应的氯代物种：
{\displaystyle \mathrm {CH_{3}OCl+RC\equiv CNa{\xrightarrow {}}RC\equiv CCl+CH_{3}ONa} }
{\displaystyle \mathrm {CH_{3}OCl+NaCN{\xrightarrow {}}ClCN+CH_{3}ONa} }
{\displaystyle \mathrm {CH_{3}OCl+NaSH{\xrightarrow {}}CH_{3}ONa+ClSH} }
{\displaystyle \mathrm {CH_{3}OCl+RSNa{\xrightarrow {}}CH_{3}ONa+RSCl} }
{\displaystyle \mathrm {CH_{3}OCl+NaX{\xrightarrow {}}CH_{3}ONa+XCl} }
次氯酸甲酯和卤代烃反应，生成甲基醚和氯代烃：
{\displaystyle \mathrm {CH_{3}OCl+RX{\xrightarrow {}}CH_{3}OR+XCl} }
和烷基锂的作用类似，生成甲基锂和氯代烃：
{\displaystyle \mathrm {CH_{3}OCl+RLi{\xrightarrow {}}RCl+CH_{3}OLi} }
和氨、伯胺、仲胺或磷化氢反应，生成甲醇和少一个氢的取代产物：
{\displaystyle \mathrm {CH_{3}OCl+NH_{3}{\xrightarrow {}}CH_{3}OH+NH_{2}Cl} }
{\displaystyle \mathrm {CH_{3}OCl+RNH_{2}{\xrightarrow {}}CH_{3}OH+RNHCl} }
{\displaystyle \mathrm {CH_{3}OCl+R{\acute {}}\;NHR{\xrightarrow {}}R{\acute {}}\;N(Cl)R+CH_{3}OH} }
{\displaystyle \mathrm {CH_{3}OCl+PH_{3}{\xrightarrow {}}CH_{3}OH+PH_{2}Cl} }
氯甲酸甲酯和硅烷在三氟化硼的存在下反应，生成氯化氢和甲氧基硅烷：:
{\displaystyle \mathrm {CH_{3}OCl+SiH_{4}{\xrightarrow {BF_{3}}}HCl+CH_{3}OSiH_{3}} }
它和芳烃反应，如和苯反应，生成氯苯和甲醇：
{\displaystyle \mathrm {PhH+CH_{3}OCl{\xrightarrow {}}PhCl+CH_{3}OH} }

### 加成反应
次氯酸甲酯可以和烯烃、炔烃以及共轭二烯烃发生加成反应，生成更稳定的氯代醚：
{\displaystyle \mathrm {CH_{2}=CH_{2}+CH_{3}OCl{\xrightarrow {}}ClCH_{2}CH_{2}OCH_{3}} }
{\displaystyle \mathrm {HC\equiv CH+CH_{3}OCl{\xrightarrow {}}ClCH=CHOCH_{3}} }
{\displaystyle \mathrm {CH_{2}=CHCH=CH_{2}+CH_{3}OCl{\xrightarrow {}}ClCH_{2}CH=CHCH_{2}OCH_{3}+4H_{2}O} }
和小环化合物（如环丙烷、环丁烷）反应，小环化合物开环加成：
 {\displaystyle \mathrm {+CH_{3}OCl{\xrightarrow {}}ClCH_{2}CH_{2}CH_{2}OCH_{3}} }
和含杂原子的小环化合物有类似反应，如和环氧乙烷反应，生成爆炸性的2-甲氧基次氯酸乙酯；和环丙胺反应生成2-甲氧基氯乙胺：
 {\displaystyle \mathrm {+CH_{3}OCl{\xrightarrow {}}CH_{3}OCH_{2}CH_{2}OCl} }
 {\displaystyle \mathrm {+CH_{3}OCl{\xrightarrow {}}CH_{3}OCH_{2}CH_{2}NHCl} }

它可以和活泼羰基化合物（如甲醛）、亚胺化合物发生加成反应：
{\displaystyle \mathrm {HCHO+CH_{3}OCl{\xrightarrow {}}CH_{3}OCH_{2}OCl} }
{\displaystyle \mathrm {CH_{2}=NH+CH_{3}OCl{\xrightarrow {}}CH_{3}OCH_{2}NHCl} }
卡宾可以和次氯酸甲酯发生插入反应，生成次氯酸乙酯：:
{\displaystyle \mathrm {CH_{3}OCl+CH_{3}Cl+KOH{\xrightarrow {}}CH_{3}CH_{2}OCl+KCl+H_{2}O} }

## 拓展阅读
- Γ. Βάρβογλη, Ν. Αλεξάνδρου, Οργανική Χημεία, Αθήνα 1972
- Α. Βάρβογλη, «Χημεία Οργανικών Ενώσεων», παρατηρητής, Θεσσαλονίκη 1991
- SCHAUM'S OUTLINE SERIES, ΟΡΓΑΝΙΚΗ ΧΗΜΕΙΑ, Μτφ. Α. Βάρβογλη, 1999
- Ασκήσεις και προβλήματα Οργανικής Χημείας Ν. Α. Πετάση 1982